# حملة لا كراهية
حملة لا كراهية (بالإنجليزية NOH8) هي منظمة خيرية في الولايات المتحدة تتمثل مهمتها في تحقيق المساواة الإنسانية، بين الجنسين وتعزيز الزواج من خلال التعليم، الدعوات، الإعلام الاجتماعي، واحتجاجات بصرية.
أنشِئت الحملة كاحتجاج صامت بالصور الفوتوغرافية من قبل مصور المشاهير آدم بوسكا وشريكه جيف بارشلي في استجابة مباشرة لمرور مقترح كاليفورنيا رقم 8 سنة 2008 تنص على تعديل الدستور لازالة السماح بالزواج المثلي. الصور تبرز أشخاص مع شريط لاصق على أفواههم، ترمز إلى إسكات أصواتهم من قبل المقترح 8 والتشريعات المماثلة حول العالم، مع رسم شعار "NOH8" على وجنة الشخص المحتج. الجملة تشير إلى "H8" (لييت لـ'hate' أي الكراهية)، اختصار «مقترح H8» (لفظ «مقترح الكراهية»)، الكنية المستخدمة من منتقدي المقترح. الصور تنشر على موقع الحملة، كما على عدة شبكات اجتماعية، كما على حملات عديدة في العالم الافتراضي سيكند لايف.
تستعمل الصور على نطاق واسع بمواقع الشبكات الاجتماعية مثل فيس بوك وتويتر لنشر رسالة المساواة. كما شاركت مجموعات من الطلبة والمصورين في اعداد جلسات تصوير خاصة بهم للحملة. صور الحملة عمت الإنترنت وظهرت في العديد من لاحات الداعمين لرسالة الحملة. شارك في جلسات التصوير للحملة أناس مثليون ومزدوجي ميول ومتحولون جنسيًا وغير كذلك.

## تاريخ

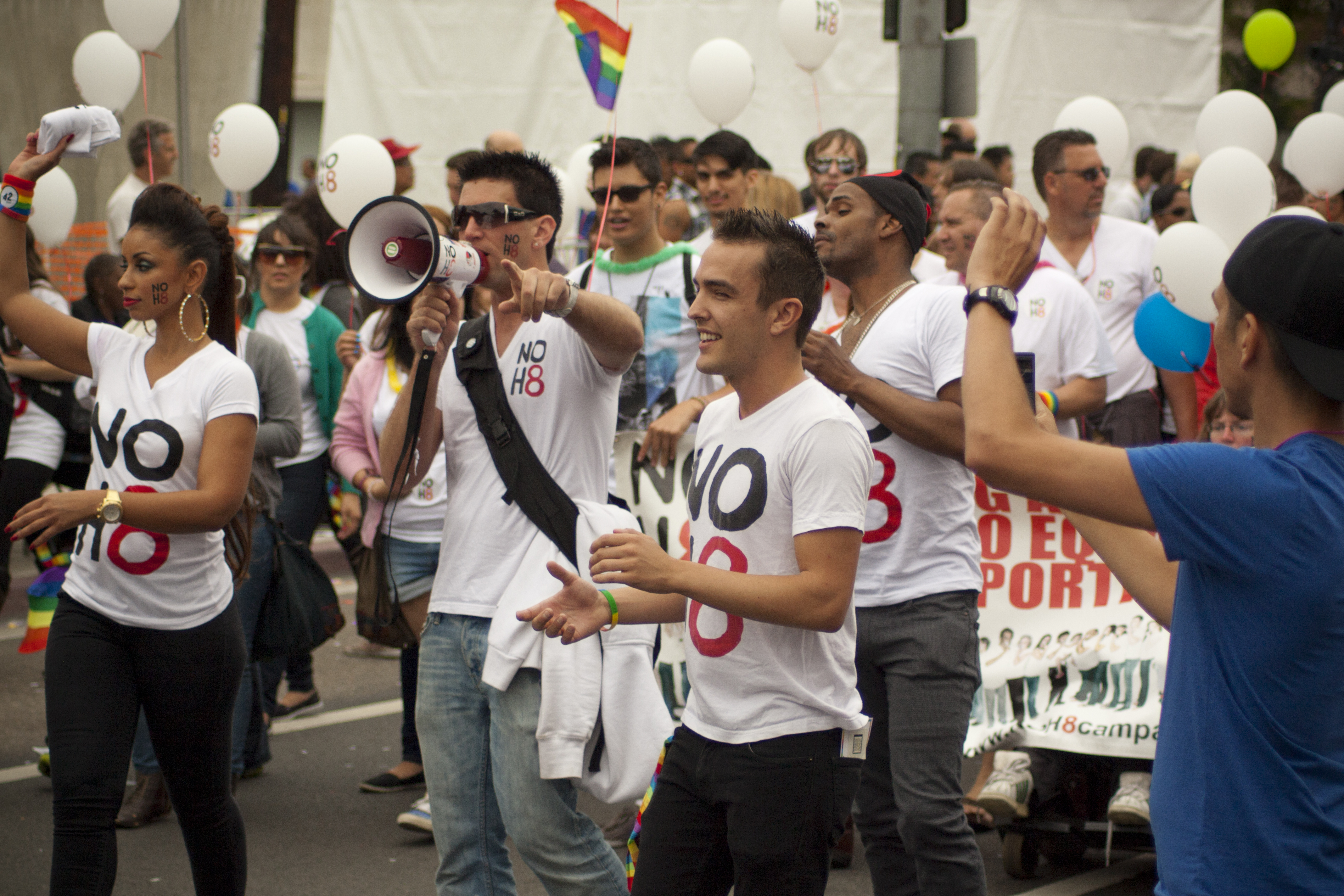
حملة NOH8 بمسيرة فخر سنة 2011 في لوس أنجلوس

في 4 نوفمبر 2008 تم تمرير مقترح 8، الذي يعدل دستور الولاية لحظر الزواج المثلي. أثارت الهزيمة موجة مبادرات داخل مجتمع المثليون ومزدوجي الميول والمتحولون جنسيًا على مستوى شعبي، مع العديد من المنظمات السياسية والحركات الاحتجاجية الجديدة التي جري تشكيلها استجابة للحدث. حملة NOH8 أسست في 2009 كنتيجة لتعديل «مقترح 8». وسعت حملة NOH8 مجال أهدافها الرئيسية لمحاربة التمييز والتنمر.

## أحداث بارزة
- في 25 مايو 2009، أطلقت حملة NOH8  إعلان الخدمة العامة،[9] وفي 12 أغسطس 2009، أجرت إعلان خدمة عامة ثانٍ سُميَّ «الطلوع للخارج».[10]
- في 18 نوفمبر 2009، أعلنت الحملة أن مدينة ويست هوليووود، كاليفورنيا، تخطط لجعل يوم 13 ديسمبر يوم «لا كراهية» الرسمي.[11]
- في 5 نوفمبر 2010، صُدِقَ على حملة NOH8 كمنظمة خيرية للنفع العام من قبل مكتب النائب العام لكاليفورنيا،[12] مما يسمح لمكانتها الحالية باعتبارها 501 (ج) (3) شركة غير الهادفة للربح.[13]

## دعم المشاهير

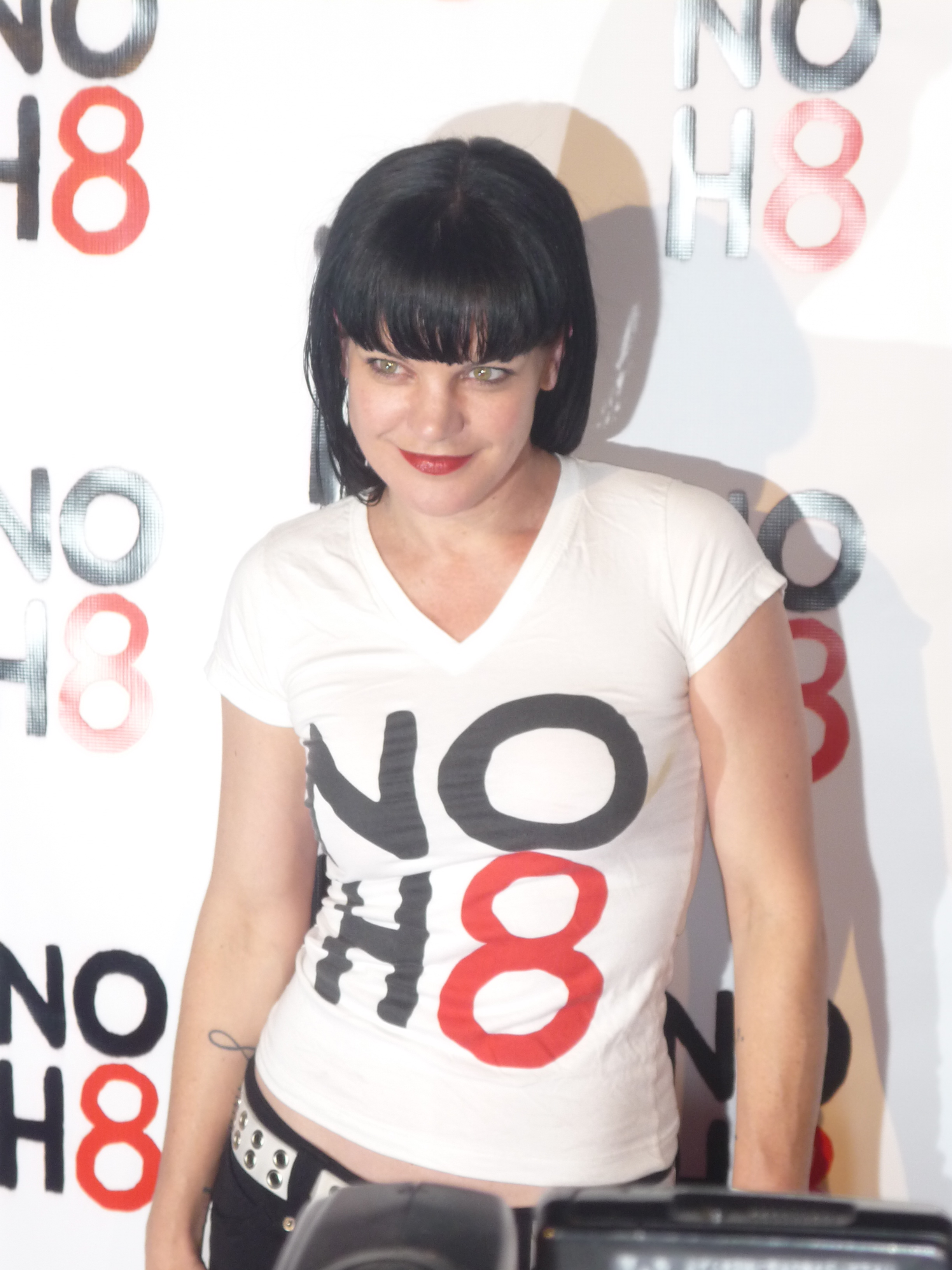
حضور الممثلة بولي بيريت في حملة NOH8 (لا كراهية)

عائدات أغنية نوفمبر 2011 المصورة الانتباه رجاءً من قبل داريل ماكدانيلز. والممثلة بولي بيريت من إن سي آي إس تُبرع بها لصالح حملة لا كراهية. دعمت بيريت أيضًا حملة لا كراهية تقديم تذكرات لها بالمزاد وجهود للتوعية مثل ارتدائها للباس NOH8 بحفل جوائز بيبول تشويس سنة 2011 إضافةً للمشاركتها يصورتها الاحتجاجية الصامتة في خلفية وصورة حسابها الشخصي على تويتر.
ساهم عدة مشاهير في التصوير لدعم الحملة منهم لاري كينغ، سيندي ماكين، ميغان ماكين، آلان كومينغ، كريس كلوى، جوش هوتشرسن، ويرد أل يانكوفيك، كاثي غريفين، إيدينا مينزيل، ريكي مارتن، مايرا فيرونيكا، نيكي سكس، مارك هوبس، جوناثان سكوت و64 عضوًا من التجمع الديمقراطي.
مصارع الدبليو دبليو إي دارين يونغ ارتدى الرداء المقلنس لـNOH8 بمباراته في المنيشن شيبر بي بي في بفراير 2014 (في أول أداء له بالدبليو دبليو إي بعد إفصاحه علنًا عن كونه مثلي الجنس مع نشاطه كمصارع لدى الشركة)، وفي أبريل 2014، عدد من مصارعي الدبليو دبليو إي شاركوا في جلسة تصوير ترويجية للحملة.